# Ampelisca tridens
Ampelisca tridens är en kräftdjursart. Ampelisca tridens ingår i släktet Ampelisca och familjen Ampeliscidae. Inga underarter finns listade i Catalogue of Life.